# Domus Confuleius
La domus Confuleius  est  située dans une propriété privée de la commune de Santa Maria Capua Vetere (l'ancienne cité antique de Capoue), province de Caserte en Campanie),. 
Cette domus appartenait à un ancien esclave affranchi, probablement d'origine orientale nommé Publio Confuleio Sabbione,  seulement vendait mais travaillait aussi le sagum, un lourd manteau de laine utilisé par les soldats de bas rang, et donc la qualification de sagarius.

## Historique

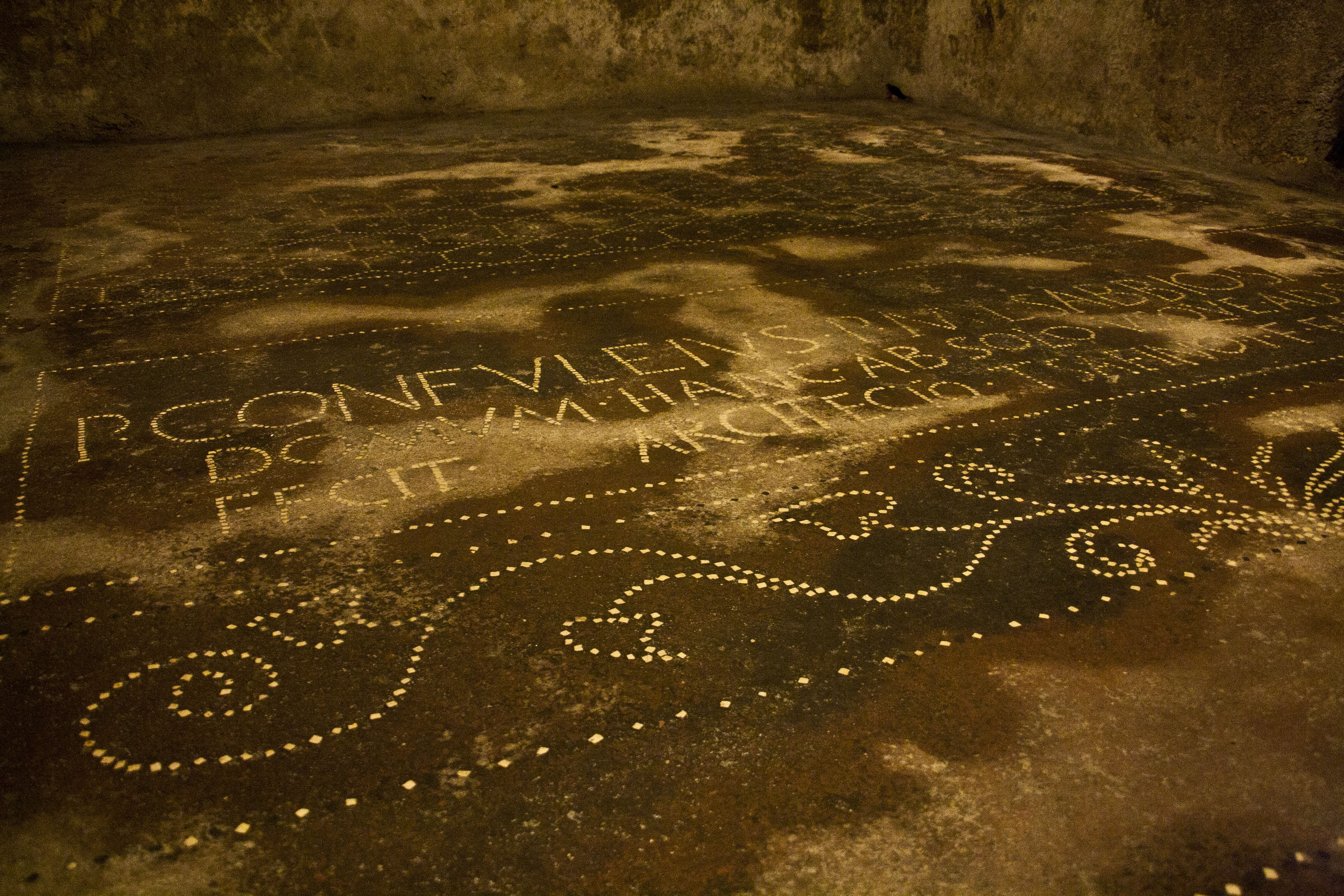
L'inscription au sol.

La domus a été découverte à la suite de fouilles réalisées en 1955 pour la construction du bâtiment qui domine aujourd'hui son emplacement antique. Nous avons des nouvelles de son propriétaire, et même de son architecte, grâce aux inscriptions rapportées sur le sol à travers les mosaïques du sol.
« P(UBLIUS) CONFULEIUS, P(UBLI) (ET) M(ARCI) L(IBERTUS) SABBIO SAGARIUS / DOMUM HANC AB SOLO USQUE AD SUMMUM / FECIT ARCITECTO T(ITO) SAFINO T(ITI) F(ILIO) FAL(ERNA) POLLIONE »
« Publius Confuleius Sabbione, affranchi de Publius et Marcus Confuleius, Sagarius, firent construire cette maison du sol jusqu'au toit, l'architecte étant Titus Safino Pollione, fils de Titus, de la tribu Falerna. »
L'inscription a été créée, très probablement, en signe d'auto-conclamation de Confuleio pour attester de son ascension sociale et de sa transformation en homme libre.

## Structure

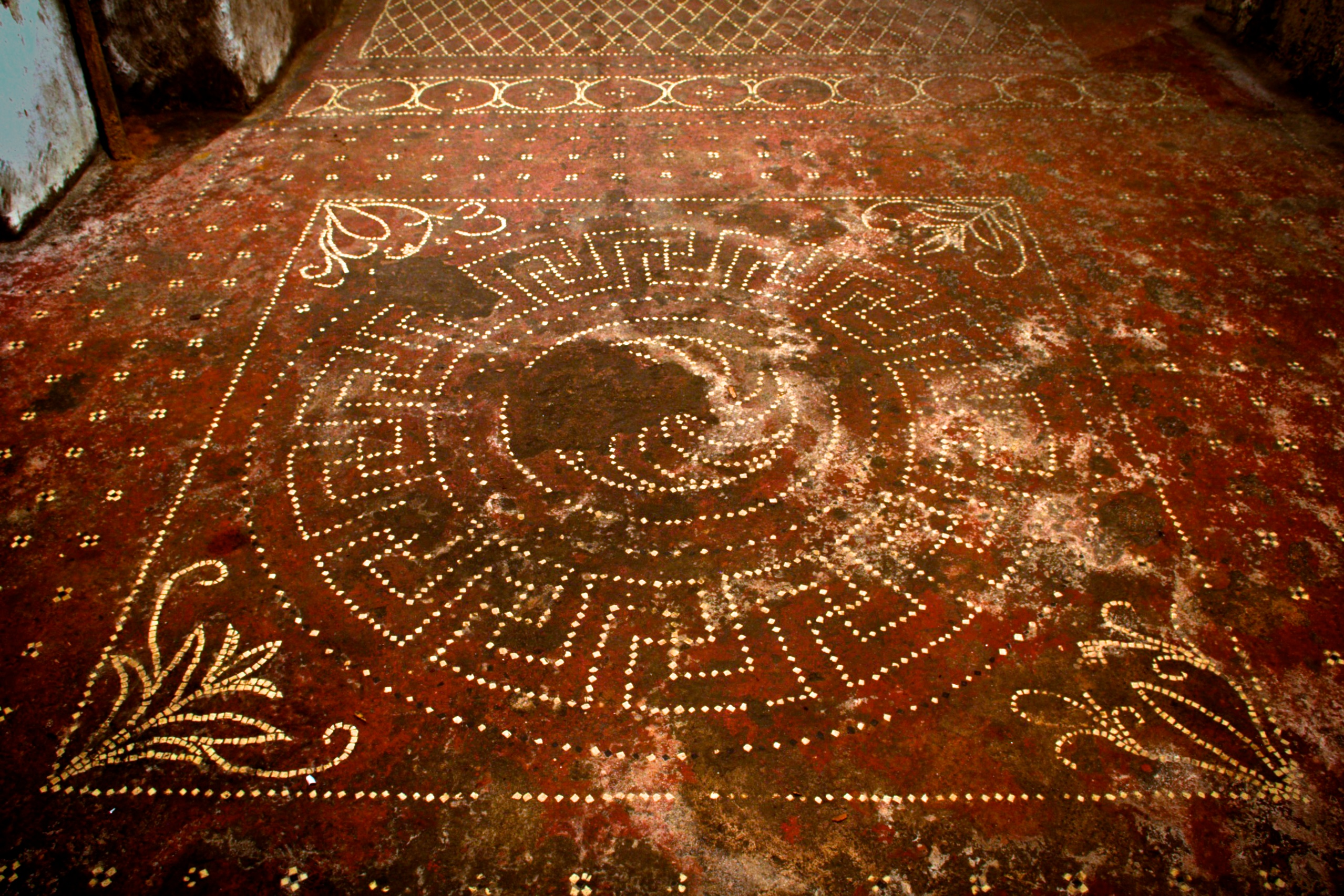
Mosaïque nord de la première salle.

La domus est accessible par un double escalier. La domus est composée de deux pièces avec une voûte en berceau adhérant au côté sud avec une lucarne circulaire. Les deux pièces devaient être à l'origine finement décorées tant sur les murs avec des fresques dont il ne reste que des traces et qui laissent supposer que le plafond voûté et les lunettes étaient décorés de bandes horizontales rouges tandis que les murs étaient peints selon un motif géométrique, et les sols, avec les mosaïques qui nous sont parvenues presque intactes avec des mosaïques aux formes géométriques et végétales avec des carreaux noirs et blancs sur fond d'opus signinum rougeâtre.
La première salle est divisée en deux par une étroite bande rectangulaire composée de cercles avec des croix centrales. Cette bande divise la pièce en deux décorations de sol différentes :
- au nord un tapis rectangulaire de losanges à carreaux blancs encadrés par une alternance de carreaux noirs et blancs.
- au sud, une place, entourée sur les quatre côtés de décorations végétales, avec un cercle au centre orné d'une bande extérieure de méandres et d'une bande intérieure de segments, et encadré par une étendue de croix.

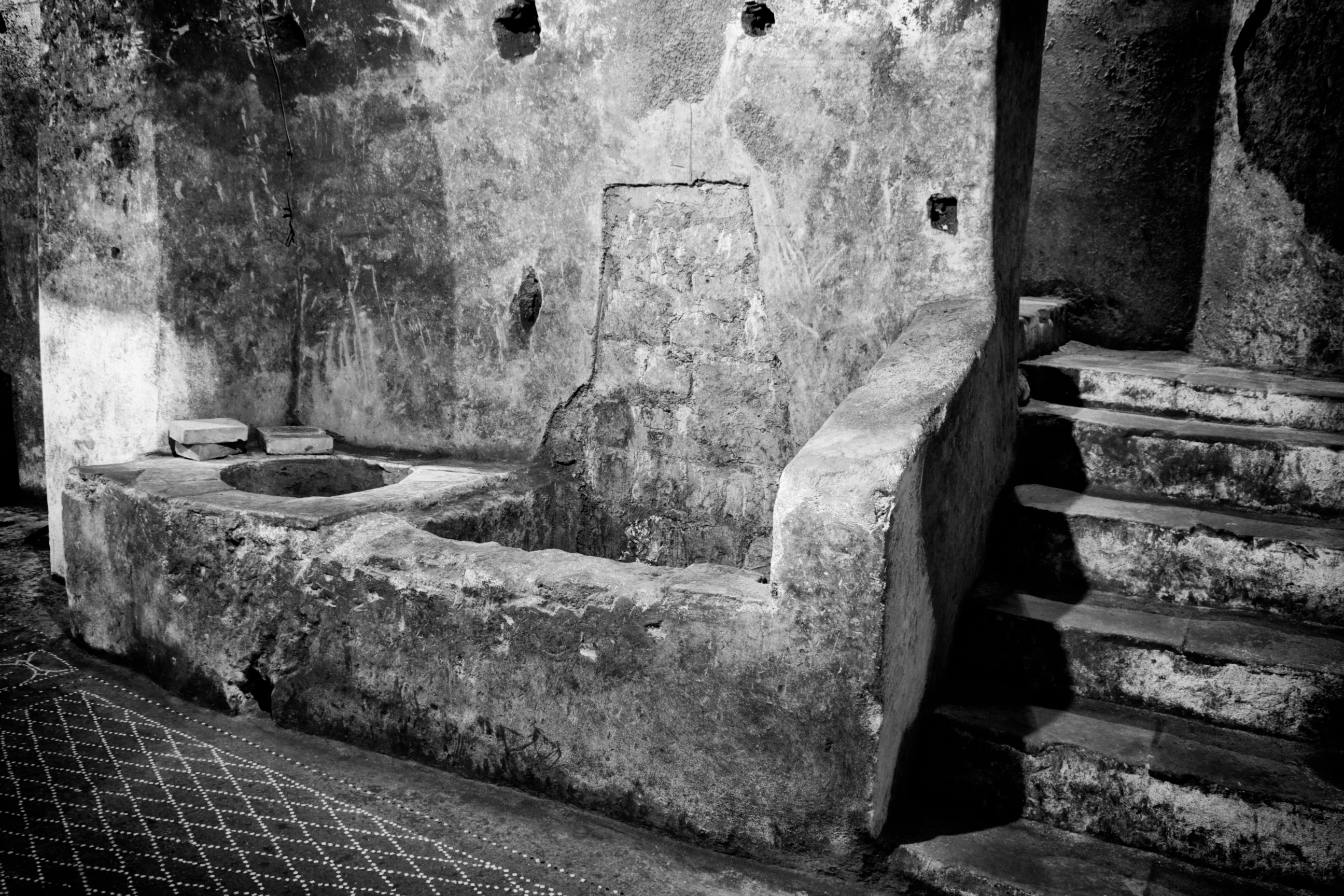
Le bassin et le puits pour le traitement de la segum.

Dans cette pièce se trouvent un bassin rectangulaire et un puits circulaire qui étaient très probablement utilisés pour le traitement du segum et suggèrent donc une fonction vestibulaire de cette première pièce.

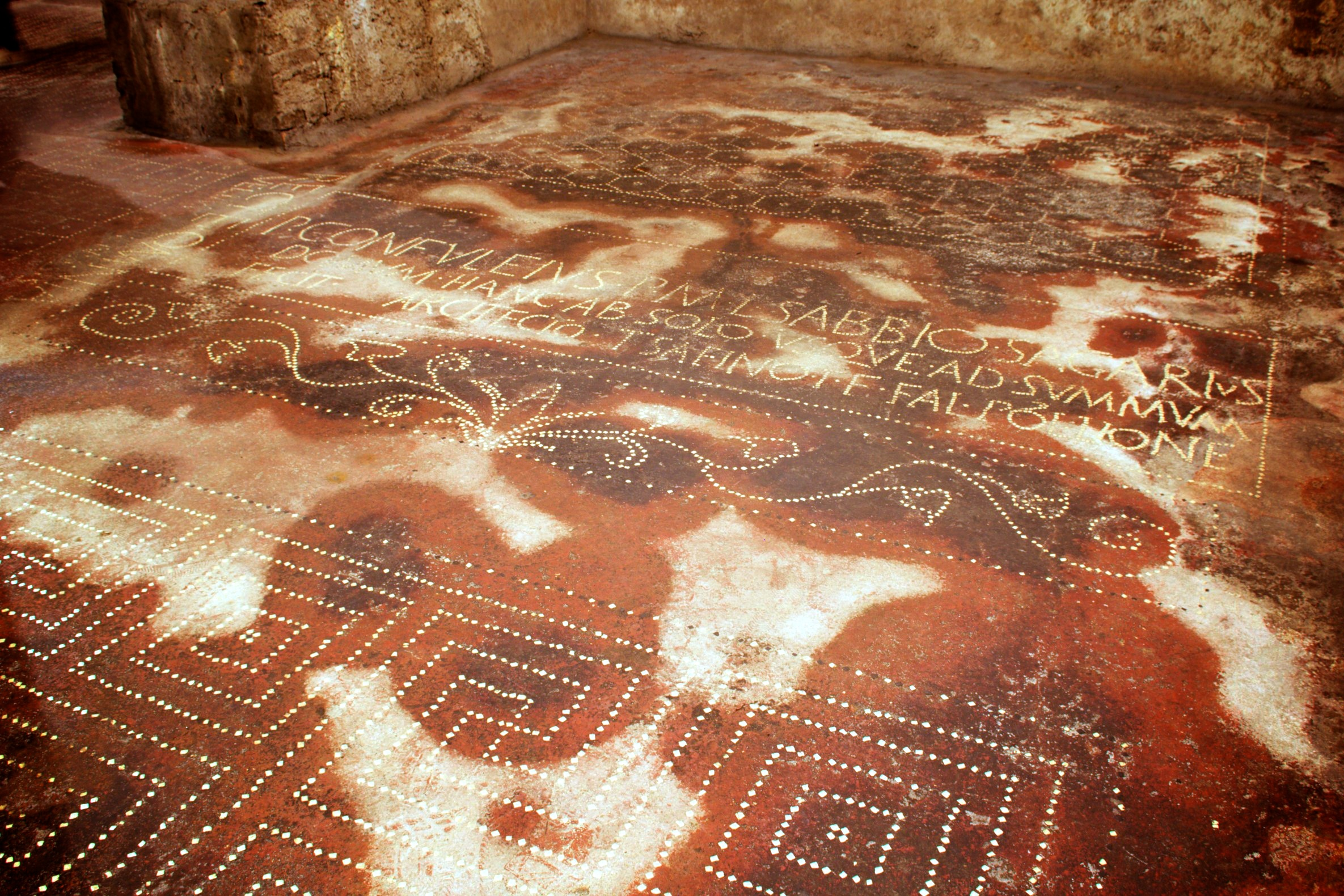
La deuxième salle.

On accède à la deuxième pièce par une ouverture située dans le mur ouest de la première pièce avec un sol rectangulaire carrelé divisé en carrés avec des croix au centre. Dès l'entrée, une inscription en mosaïque porte un souhait pour les visiteurs.
« RECTE OMNIA / VELIM SINT NOBIS »
« J'aimerais que tout se passe bien pour nous. »
À côté de ces inscriptions se trouve l'autre inscription vue ci-dessus avec l'indication du propriétaire et de l'architecte. Comme la première salle, la seconde présente également deux types de décors répartis par les deux inscriptions :
- au nord, un tapis d'hexagones avec des croix au centre
- au sud, une bande rectangulaire aux décors à thème végétal suivie d'un tapis de méandres à croix gammée avec au centre un carré de croix encadrant une rosace aux cercles et arcs entrecroisés.

## Galerie

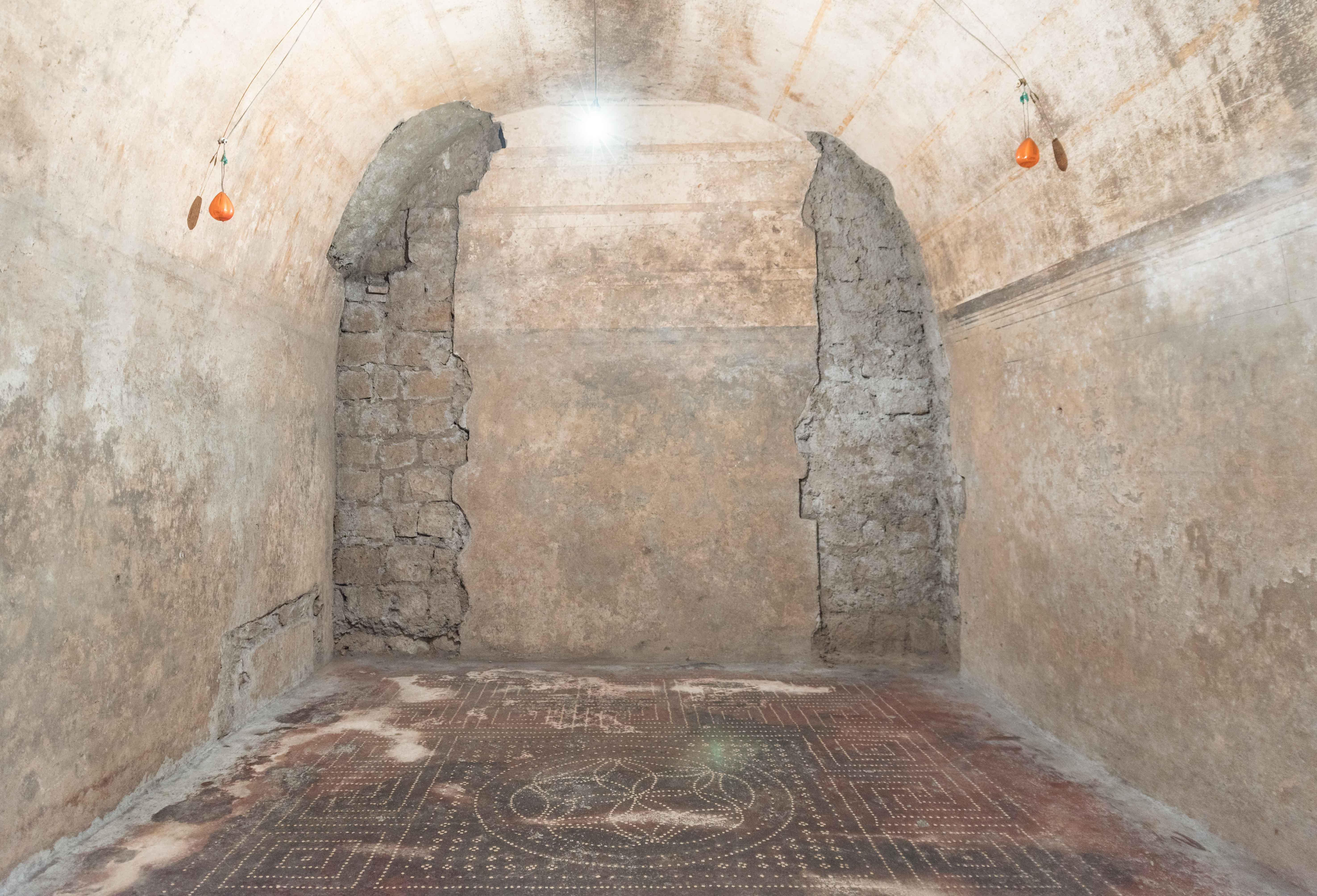
La seconde salle.
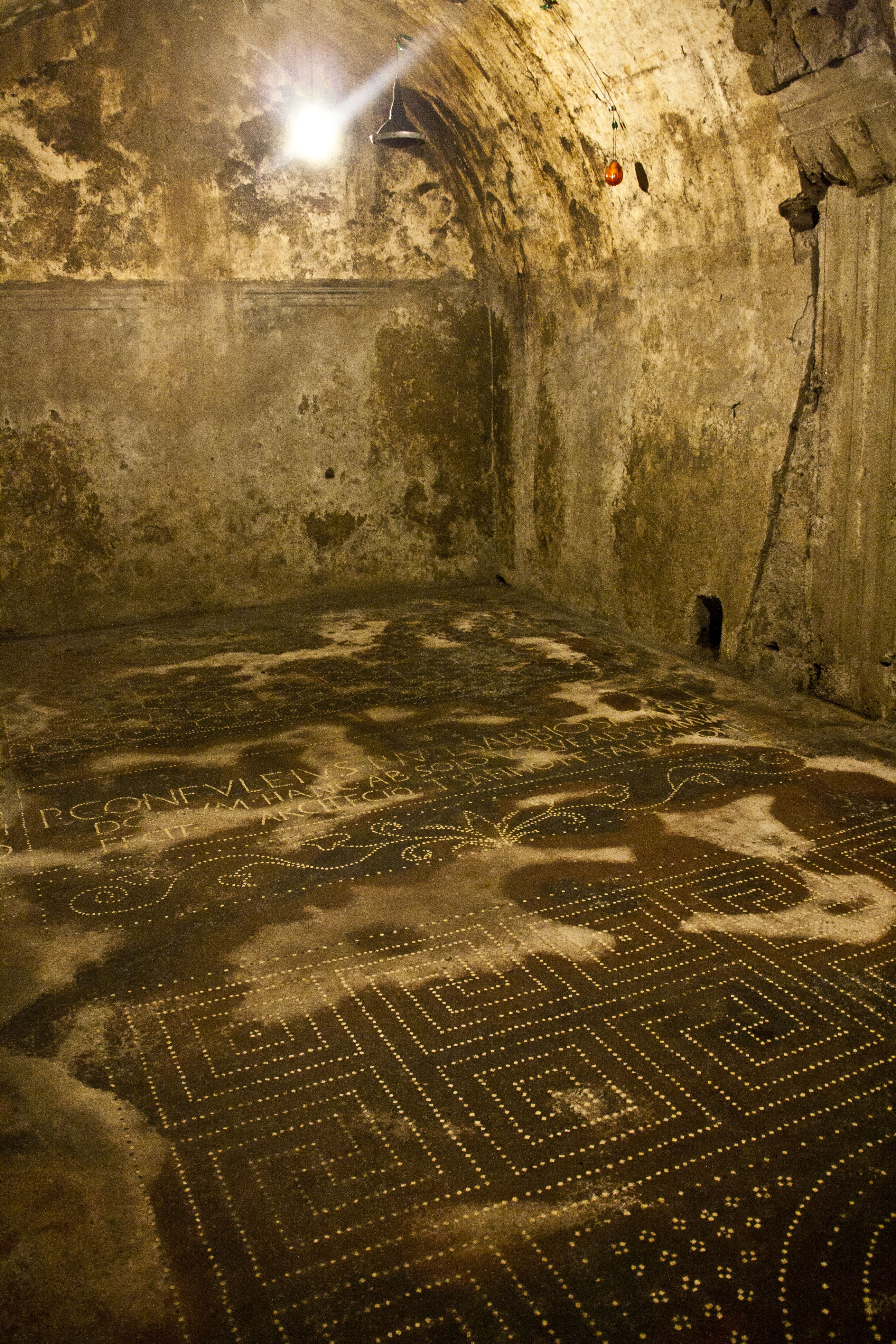
la mosaïque.